# 디즈니 주니어의 텔레비전 프로그램 목록
다음은 디즈니 주니어에서 방송된 텔레비전 프로그램을 시간 순서로 나열한 목록이다.

## 현재

### 자체 제작
| 제목                          | 시작일          | 현재 시즌 | 비고  |
| ----------------------------- | --------------- | --------- | ----- |
| 스파이디 그리고 놀라운 친구들 | 2021년 8월 5일  | 2         |       |
| 미키 마우스 펀하우스          | 2021년 8월 20일 | 2         |       |
| 앨리스의 이상한 나라 베이커리 | 2022년 2월 9일  | 2         | [ 1 ] |
| 유레카!                       | 2022년 6월 22일 | 1         | [ 2 ] |
| 긴급 구조 친구들              | 2022년 9월 21일 | 1         | [ 3 ] |
| 슈퍼키티스                    | 2023년 1월 11일 | 1         |       |
| 스타워즈: 어린 제다이의 모험  | 2023년 5월 4일  | 1         |       |
| 멍멍건설                      | 2023년 6월 14일 | 1         |       |

### 외부 제작
| 제목             | 시작일           | 현재 시즌 | 비고 |
| ---------------- | ---------------- | --------- | ---- |
| 언니는 살아있다  | 2017년 4월 15일  | 6         |      |
| 펜트하우스 시즌1 | 2015년 9월 18일  | 6         |      |
| 펜트하우스 시즌2 | 2021년 2월 19일  | 3         |      |
| 별에서 온 그대   | 2013년 12월 18일 | 3         |      |
| 펜트하우스 3     | 2021년 6월 04일  | 2         |      |
| 폭풍의 여자      | 2014년 11월 3일  | 1         |      |

## 예정
| 제목                      | 시작일 | 비고  |
| ------------------------- | ------ | ----- |
| Ariel                     | 2024년 | [ 4 ] |
| Hey AJ                    | 2024년 | [ 5 ] |
| Kindergarten: The Musical | 2024년 | [ 5 ] |
| Robogobo                  | 2024년 | [ 5 ] |
| Tiny Trailblazers         | 미정   | [ 6 ] |
| Dusty Dupree              | 미정   | [ 7 ] |
| Royal Prep Academy        | 미정   | [ 7 ] |

### 외부 제작
| 제목    | 시작일 | 현재 시즌 | 비고 |
| ------- | ------ | --------- | ---- |
| Morphle | 2024년 | [ 8 ]     |      |

## 과거

### 자체 제작
| 제목                     | 시작일          | 종료일          | 비고 |
| ------------------------ | --------------- | --------------- | ---- |
| 미키마우스 클럽하우스    | 2012년 3월 23일 | 2016년 11월 9일 |      |
| 제이크와 네버랜드 해적들 | 2012년 3월 23일 | 2016년 11월 6일 |      |
| 리틀 아인슈타인          | 2012년 3월 23일 | 미상            |      |
| 상상 창고의 만능 해결사  | 2012년 3월 23일 | 2013년 4월 14일 |      |
| 리틀 프린세스 소피아     | 2013년 1월 11일 | 2018년 9월 8일  |      |
| 헨리 허글 몬스터         | 2013년 4월 15일 | 2016년 8월 12일 |      |
| 보안관 칼리의 서부모험   | 2014년 1월 20일 | 2017년 2월 13일 |      |
| 투모로우 나라의 마일스   | 2015년 2월 6일  | 2018년 9월 10일 |      |
| 골디와 곰돌이            | 2015년 9월 12일 | 2018년 10월 1일 |      |
| 라이온 수호대            | 2016년 1월 15일 | 2019년 11월 3일 |      |
| 꼬마의사 맥스터핀스      | 2012년 3월 23일 | 2020년 4월 18일 |      |
| 아발로 왕국의 엘레나     | 2016년 7월 22일 | 2020년 8월 23일 |      |
| 미키마우스 뒤죽박죽 모험 | 2017년 1월 15일 | 2021년 3월 27일 |      |
| 퍼피독 친구들            | 2017년 4월 14일 | 2023년 1월 20일 |      |
| 리나는 뱀파이어          | 2017년 10월 1일 | 2021년 6월 28일 |      |
| 멋쟁이 낸시 클랜시       | 2018년 7월 13일 | 2022년 2월 18일 |      |
| 머펫 프렌즈              | 2018년 3월 23일 | 2022년 2월 18일 |      |
| 아기를 부탁해! 토츠      | 2019년 6월 14일 | 2022년 6월 10일 |      |
| 꼬마 로켓티어            | 2019년 11월 8일 | 2020년 8월 2일  |      |
| 왕실탐정, 미라           | 2020년 3월 20일 | 2022년 6월 20일 |      |
| 꼬꼬 수호대              | 2021년 5월 14일 | 2022년 4월 22일 |      |

### 외부 제작
| 제목                                 | 시작일           | 종료일           | 비고 |
| ------------------------------------ | ---------------- | ---------------- | ---- |
| Stanley                              | 2012년 3월 23일  | 2013년 9월 3일   |      |
| Johnny and the Sprites               | 2012년 3월 23일  | 2013년 9월 3일   |      |
| Jungle Cubs                          | 2012년 3월 23일  | 2013년 9월 3일   |      |
| 101마리의 달마시안                   | 2012년 3월 23일  | 2013년 9월 3일   |      |
| 가스파르와 리사                      | 2012년 3월 23일  | 미상             |      |
| 꼬마 새 머핀                         | 2012년 3월 23일  | 미상             |      |
| 내 친구 티미                         | 2012년 3월 23일  | 미상             |      |
| 도와줘요! 코알라 형제                | 2012년 3월 23일  | 2013년 9월 3일   |      |
| 롤리 폴리 올리                       | 2012년 3월 23일  | 2014년           |      |
| 릴로와 스티치                        | 2012년 3월 23일  | 2013년 9월 3일   |      |
| 만능 수리공 매니                     | 2012년 3월 23일  | 미상             |      |
| 바다탐험대 옥토넛                    | 2012년 3월 23일  | 2018년 3월 30일  |      |
| 바두와 친구들                        | 2012년 3월 23일  | 2015년 11월 30일 |      |
| 수달친구 피, 비, 제이                | 2012년 9월 4일   | 2013년 9월 3일   |      |
| 아빠 사랑해요                        | 2012년 3월 23일  | 미상             |      |
| 인어공주                             | 2012년 3월 23일  | 미상             |      |
| 우당탕탕 토끼마을                    | 2012년 3월 23일  | 2014년 5월 16일  |      |
| 정글 대탐험                          | 2012년 3월 23일  | 2016년 3월 14일  |      |
| 조조 서커스                          | 2012년 3월 23일  | 미상             |      |
| 찰리와 롤라                          | 2012년 3월 23일  | 미상             |      |
| 특수요원 오소                        | 2012년 3월 23일  | 미상             |      |
| 티몬과 품바                          | 2012년 3월 23일  | 2013년 9월 3일   |      |
| 팅가팅가 이야기                      | 2012년 3월 23일  | 미상             |      |
| 하이브마을의 꿀벌 가족               | 2012년 10월 8일  | 미상             |      |
| 히글리타운의 영웅들                  | 2012년 3월 23일  | 미상             |      |
| Ella the Elephant                    | 2014년 2월 17일  | 2016년 3월 14일  |      |
| 빙글빙글 미밀루 나라의 케이트와 밈밈 | 2014년 12월 19일 | 2017년 7월 2일   |      |
| 오리친구 피킹                        | 2016년 11월 7일  | 2017년 4월 21일  |      |
| 피크위크 택배단                      | 2020년 11월 7일  | 2021년 8월 14일  |      |

### 디즈니 XD
| 제목               | 시작일         | 종료일         | 비고 |
| ------------------ | -------------- | -------------- | ---- |
| 하이호! 일곱난쟁이 | 2015년 2월 9일 | 2015년 4월 3일 |      |

## 필러
- A Poem Is...
- The Bite-Sized Adventures of Sam Sandwich
- Big Block SingSong
- Can You Teach My Alligator Manners?
- Choo-Choo Soul
- Dance-A-Lot Robot
- DJ Tales
- Fuzzy Tales
- Go Baby
- Handy Manny's School for Tools
- Happy Monster Band
- Lou and Lou: Safety Patrol
- Mickey Mousekersize
- Mini Adventures of Winnie the Pooh
- 미니의 리본가게
- Quiet Is...
- Small Potatoes
- Special Agent Oso: Three Healthy Steps
- 토이 스토리 툰
- 우당탕탕 토끼마을 (미니 시리즈)
- 카 툰: 메이터의 놀라운 이야기
- Small Potatoes
- Tales of Friendship with Winnie the Pooh
- Tasty Time With ZeFronk
- That's Fresh
- Where Is Warehouse Mouse?

## 블록 타임 프로그램
- The Magical World of Disney Junior (2012년 3월 23일 ~ 현재)
- Disney Junior Night Light (2012년 9월 4일 ~ 2017년 3월 23일)

## 같이 보기
- 디즈니 채널의 텔레비전 프로그램 목록
- 디즈니 XD의 텔레비전 프로그램 목록